# Ollertshof
Ollertshof ist ein amtlich benannter Ortsteil der Stadt Velburg im Landkreis Neumarkt in der Oberpfalz in Bayern.

## Geographische Lage
Die Einöde liegt ca. 2 km nördlich des ehemaligen Gemeindesitzes Günching im Oberpfälzer Jura der Frankischen Alb auf ca. 484 m ü. NHN am rechten Talrand der Schwarzen Laber bzw. an einem kleinen Laber-Zufluss. Im Talgrund dehnt sich das Deusmauer Moor aus.

## Verkehr
Etwa 100 m von der Autobahn A 3 entfernt, ist die nächste Auffahrt die AS 92 b (Neumarkt Ost). Von Hennenhof jenseits der Autobahn, von Federhof und von der Staatsstraße 2240 aus führen Ortsverbindungsstraßen nach Ollertshof. 

## Ortsnamendeutung
Für den Ollertshof gibt es historisch auch die Bezeichnungen Allershofen/Allertshof, d. i. Hof des Adelhart.

## Geschichte
1370 verkaufte Hans von Ehrenfels, Herr der bayerischen (ab 1505 kurpfälzischen) Herrschaft Helfenberg, das Gut zu „Allershofen“ an den Neumarkter Bürger Berthold Vogler. 1583 besaß das Kloster Kastl ein Gut zu „Alletshof“.
Nach Auflösung des kurfürstlichen Landgerichts Helfenberg im Jahr 1804 kam die Einöde, bestehend aus einem ganzen und einem Achtelhof, zum Landgericht Pfaffenhofen, das 1807 größtenteils (auch der Ollertshof) dem Landgericht Parsberg im Rentamt Velburg zugeschlagen wurde.
Im Königreich Bayern wurden nach einer Verordnung vom 13. Mai 1808 Steuerdistrikte gebildet, darunter der Steuerdistrikt Günching im Landgericht Parsberg, dem die Ortschaften Günching, Krondorf, Dürn, Federhof, Hennenhof und Ollertshof zugeteilt waren. Mit dem zweiten Gemeindeedikt von 1818 entstand daraus mit unverändertem Ortsbestand die Ruralgemeinde Günching. Dabei blieb es bis zur Gebietsreform in Bayern, als die Gemeinde und damit auch die Einöde Ollertshof am 1. Mai 1978 nach Velburg eingemeindet wurden.

### Einwohnerzahlen
Die Einöde hatte
- 1836 15 Einwohner, 2 Häuser,[5]
- 1867 25 Einwohner, 4 Gebäude,[6]
- 1871 17 Einwohner, 5 Gebäude, im Jahr 1873 einen Großviehbestand von 6 Pferden und 15 Stück Rindvieh,[7]
- 1900 18 Einwohner, 3 Wohngebäude,[8]
- 1925 8 Einwohner, 1 Wohngebäude,[9]
- 1937 9 Einwohner (nur Katholiken),[10]
- 1950 7 Einwohner, 2 Wohngebäude,[11]
- 1987 4 Einwohner, 1 Wohngebäude.[12]

Auch heute gibt es hier nur 1 Wohngebäude. Der landwirtschaftliche Betrieb wird als Biohof geführt.

### Kirchliche Verhältnisse
Die Einöde gehörte seit altersher zur katholischen Pfarrei Dietkirchen im Bistum Eichstätt, wohin die Kinder auch zur Schule gingen. Unter Pfalz-Neuburg wurde die Pfarrei 1540 der Reformation unterworfen; die Rekatholisierung erfolgte 1626. Den jeweiligen Glaubenswechsel mussten alle Untertanen, auch die Bewohner vom Ollertshof, vollziehen. Das Ollertshofener Hofkreuz ist 1937 erwähnt.

### Baudenkmal
Das Haus Nr. 1, ein Wohnstallhaus mit Fachwerkgiebel, errichtet im 18. Jahrhundert, galt um 1985 als Baudenkmal.